# Hassi Berkane
Hassi Berkane (franska: Hassi Berkane (CR), Hassi Berkane (Commune Rurale), arabiska: بني وكيل اولاد امحاند) är en kommun i Marocko.   Den ligger i provinsen Nador och regionen Oriental, i den nordöstra delen av landet, 400 km öster om huvudstaden Rabat. Antalet invånare är 8 113.